# 張玉生 (少將)
張玉生，男丶中國大陸政治人物丶軍事人物丶中共黨员
曾擔任福建省军区副司令員丶張玉生是一位獲授予中國人民解放軍少將軍階的中共將領 
 